# Чак (2-й сезон)
Второй сезон американского телесериала в жанре комедийных приключений «Чак». В США показ сезона осуществлял телеканал NBC с 29 сентября 2008 года по 27 апреля 2009 года.

## Сюжет
Чак (Закари Ливай) всё ещё хочет извлечь из головы Интерсект и разыскивает человека под псевдонимом Орион, изобретателя Интерсекта, которым является его отец. Сара (Ивонн Страховски) уходит от искушения сбежать с агентом британской разведки Коулом Баркером, направленным им на помощь в борьбе с Фулкрамом, который питает к ней тёплые чувства. Также Чак узнает подлинные мотивы Джилл, своей бывшей сокурсницы: причины их ссоры и её истинное лицо: она является агентом Фулкрама, но Чак, казалось бы, уже был готов простить её, однако узнав, что Джилл хотела убить Сару, он позволил правительству задержать её. К концу сезона Чак и Сара сближаются. На фоне бурной шпионской деятельности не даёт о себе забыть и родной магазин Чака — Большой Майк (Марк Кристофер Лоуренс) влюбляется в мать Моргана (Джошуа Гомес), по его (Моргана) вине Большого Майка понижают в должности, а скользкий тип Эммет захватывает кресло управляющего. Морган не может больше выносить обстановку торгового центра и, уволившись, осуществляет свою давнюю мечту. После всех событий Чак решает последовать его примеру. Сестра Чака, Элли (Сара Ланкастер), выходит замуж за Девона Вудкомба (Райан Макпартлин), её мечта также исполняется — отец ведёт её к алтарю. Джона Кейси (Адам Болдуин) повышают до полковника. Сезон кончается открытием, что Орион и отец — одно лицо, а также обнаружением проекта Интерсект 2.0, который был разработан Брайсом Ларкиным. Чак уничтожает его, в последний момент сохраняя копию в очень надежном месте — в своей голове.

## В ролях

### Основной состав
- Закари Ливай — Чарльз «Чак» Бартовски (22 эпизода)
- Ивонн Страховски — агент Сара Уолкер (22 эпизода)
- Адам Болдуин — майор Джон Кейси (22 эпизода)[прим. 1]
- Джошуа Гомес — Морган Граймс (22 эпизода)
- Сара Ланкастер — доктор Элеонора «Элли» Бартовски (18 эпизодов)
- Райан Макпартлин — доктор Девон «Капитан Великолепный» Вудкомб (17 эпизодов)
- Марк Кристофер Лоуренс — Майкл «Большой Майк» Такер (18 эпизодов)
- Скотт Крински — Джеффри «Джефф» Барнс (22 эпизода)
- Вик Сахай — Лестер Пател (22 эпизода)
- Джулия Линг — Анна Ву (14 эпизодов)

### Второстепенный состав
- Бонита Фридериси — бригадный генерал Дайан Бэкман (22 эпизода)
- Тони Хейл — Эммет Милбардж (14 эпизодов)
- Джордана Брюстер — Джилл Робертс (4 эпизода)
- Мэтт Бомер — Брайс Ларкин (4 эпизода)
- Чеви Чейз — Тед Роарк (3 эпизода)
- Скотт Бакула — Стивен Дж. Бартовски (3 эпизода)
- Арнольд Вослу — Винсент Смит (3 эпизода)
- Джонатан Кейк — Коул Баркер (2 эпизода)
- Тони Тодд — директор ЦРУ Лэнгстон Грэм (2 эпизода)
- Патрисия Рэй — Болонья Гарсиа Боганвия Граймс Такер (3 эпизода)

## Эпизоды
| № общий | № в сезоне | Название                                                          | Режиссёр             | Автор сценария                  | Дата премьеры    | Произв. код | Зрители в США (млн) |
| --- | ---------- | ----------------------------------------------------------------- | -------------------- | ------------------------------- | ---------------- | ----------- | ------------------- |
| 14 | 1          | «Чак против Первого свидания» «Chuck Versus the First Date»       | Джейсон Энслер       | Джош Шварц и Крис Федак         | 29 сентября 2008 | 3T7251      | 6,83                |
| Завершилось создание Сайфера - искусственного интеллекта, созданного чтобы стать новым Интерсектом. Необходимость в Чаке Бартовски, правительственном суперкомпьютере, отпадает. Перед ошеломлённым Чаком открывается захватывающая дух перспектива - он может стать кем угодно, делать что угодно и не зависеть от ЦРУ. Чак приглашает Сару на первое настоящее свидание… |            |                                                                   |                      |                                 |                  |             |                     |
| 15 | 2          | «Чак против Соблазнения» «Chuck Versus the Seduction»             | Алан Крокер          | Мэттью Миллер                   | 6 октября 2008   | 3T7252      | 5,83                |
| Перед Чаком поставлена нелёгкая задача. Вернуть Сайфер задание не из лёгких и безопасных, однако вернуть его с помощью обольщения – дело почти невыполнимое... К счастью, в списке агентов ЦРУ есть уникальный специалист, Роан Монтгомери, который может поделиться опытом соблазнения. Но на первый взгляд кажется, что все его навыки давно утоплены на дне бокала... Сара и Кейси всерьёз сомневаются в его компетентности. Когда обольщение с помощью Роана проваливается, Чак берёт дело в свои руки… |            |                                                                   |                      |                                 |                  |             |                     |
| 16 | 3          | «Чак против Разрыва» «Chuck Versus the Break-Up»                  | Роберт Данкан МакНил | Скотт Розенбаум                 | 13 октября 2008  | 3T7253      | 6,17                |
| Чак должен суметь преодолеть свою ревность, когда его заклятый друг Брайс Ларкин, бывший парень и напарник Сары, неожиданно возвращается. Чувства Чака и Сары друг к другу постепенно развиваются, когда миссия требует, чтобы Сара и Брайс изображали из себя пару влюбленных. Между тем, Морган сталкивается со сложной задачей в «Купи больше» - он должен разобраться с бандой хулиганов, оккупировавших комнату для отдыха. |            |                                                                   |                      |                                 |                  |             |                     |
| 17 | 4          | «Чак против "Пум"» «Chuck Versus the Cougars»                     | Патрик Норрис        | Эллисон Адлер                   | 20 октября 2008  | 3T7254      | 6,87                |
| Чак узнаёт больше о прошлом Сары, когда они сталкиваются с её старой заклятой школьной подругой Хизер Чандлер. Сара из-за подростковой неуверенности в себе пытается избежать Хизер любой ценой. Чак, с другой стороны, делает всё возможное, чтобы получить более подробную информацию о прошлой жизни Сары. Когда Хизер и её муж Марк оказываются ключевыми игроками в новой миссии, агенты должны присутствовать на встрече выпускников школы Сары, чтобы предотвратить продажу потенциально опасных планов супербомбардировщика. Между тем, Большой Майк уезжает из города на один день и новой помощник менеджера Лестер решает устроить мега-распродажу в «Купи больше». |            |                                                                   |                      |                                 |                  |             |                     |
| 18 | 5          | «Чак против Тома Сойера» «Chuck Versus Tom Sawyer»                | Норман Бакли         | Фил Клеммер                     | 27 октября 2008  | 3T7255      | 6,69                |
| Шпионская жизнь начнет сказываться на Чаке и все это замечают. Чак пытается объяснить своё необычное поведение Элли и Великолепному. В «Купи больше» присылают Эммета Милбарджа для повышения эффективности работы, но новое назначение только всё усложняет. Из-за угрозы террористического акта, Чак вынужден общаться с Джеффом, с тем чтобы выяснить, какую роль он играет в планах террористов. Сара, Кейси и Чак шокированы, когда выясняется, что судьба мира и предотвращение Третьей мировой войны в руках Джеффа и его способности играть в видео игру «Ракетный командир», по которой он – действующий чемпион мира… |            |                                                                   |                      |                                 |                  |             |                     |
| 19 | 6          | «Чак против Бывшей» «Chuck Versus the Ex»                         | Джей Чандрашекхар    | Зев Бороу                       | 10 ноября 2008   | 3T7256      | 6,33                |
| Чак сталкивается со своей бывшей девушкой Джилл Робертс на вызове в «Купи больше». В попытке сохранить лицо, он лжёт девушке, которая разбила ему сердце в Стэнфорде и говорит ей, что намного успешнее, чем на самом деле. После вспышки Чака на босса Джилл - учёного, который, возможно, разработал смертельное био-оружие, он, Сара и Кейси должны выяснить, замешана ли в этом Джилл. Между тем в «Купи больше» Большой Майк подавился пончиком, что наводит Эммета на мысль о специальных занятиях по оказанию первой медицинской помощи для сотрудников магазина, которые будет вести Девон. |            |                                                                   |                      |                                 |                  |             |                     |
| 20 | 7          | «Чак против Полной дамы» «Chuck Versus the Fat Lady»              | Джеффри Хант         | Мэттью Лоу                      | 17 ноября 2008   | 3T7257      | 6,88                |
| Чак и Джилл возобновляют свои отношения и наслаждаются обществом друг друга. Однако, шпионская и обычная жизнь Чака смешиваются, когда Кейси и Сара сообщают ему, что он нужен для срочной миссии по восстановлению списка агентов Фулкрама. Ревность вспыхивает, когда Джилл наконец встречает Сару и узнаёт, что Чак и его наставник должны изображать влюбленную пару. Чак делает всё возможное, чтобы успокоить Джилл, и объяснить, что его отношения с Сарой касаются только работы. Но он только попадает в ещё более сложное положение, когда Джилл находит Чака и Сару в гостиничном номере в нижнем белье после попытки смыть с себя потенциальное биологическое оружие. Между тем, Эмметт, чтобы понять почему и где Чак отсутствует так долго, допрашивает Моргана, чтобы узнать грязные подробности из жизни Чака. Морган шантажирует Эмметта его фотографиями в пьяном виде.         |            |                                                                   |                      |                                 |                  |             |                     |
| 21 | 8          | «Чак против Гравитрона» «Chuck Versus the Gravitron»              | Эллисон Лидди-Браун  | Крис Федак                      | 24 ноября 2008   | 3T7258      | 6,53                |
| Чак, Сара и Кейси шокированы, узнав, что девушка Чака, Джилл, агент Фулкрама, ищущий Интерсект. Чак вынужден использовать свои отношения с Джилл, чтобы добраться до агента, называемого Лидер. Тем временем, родители Девона приходят на день Благодарения и Элли пытается организовать идеальный званый вечер. Чтобы убедиться, что всё идет гладко, она говорит Моргану, что он не может прийти на обед в этом году. |            |                                                                   |                      |                                 |                  |             |                     |
| 22 | 9          | «Чак против Сэнсэя» «Chuck Versus the Sensei»                     | Джонас Пэйт          | Энн Кофелл Сандерс              | 1 декабря 2008   | 3T7259      | 7,33                |
| Чак ещё не оправился от открытия, что его бывшая подруга Джилл была агентом Фулкрама. Кейси шокирован, когда узнаёт, что его сэнсэй Тай Беннетт, который научил его всему, что он знает, является одним из самых разыскиваемых агентами ЦРУ преступников. Во время поиска Беннетта, становится ясно, что Кейси может быть слишком эмоционально заинтересован, чтобы продолжить миссию. Тем временем, родители Девона Ханни и Вуди наносят неожиданный визит, чтобы помочь Элли и Девону спланировать свою свадьбу. В «Купи больше», Эмметт решает выбрать работника месяца с помощью конкурса, но у Моргана, Джеффа и Лестера другие планы. |            |                                                                   |                      |                                 |                  |             |                     |
| 23 | 10         | «Чак против ДэЛореан» «Chuck Versus the DeLorean»                 | Кен Уиттингем        | Мэттью Миллер                   | 8 декабря 2008   | 3T7260      | 6,93                |
| Чак шпионит за Сарой и видит её на свидании с пожилым мужчиной. Чак пытается предупредить Сару после своей вспышки на этого человека, но она уверяет Чака, что она не находится в опасности, а затем раскрывает личность загадочного человека. Оказывается, что это её отец. Тем временем, Анна хочет съехаться с Морганом и заставляет его повзрослеть и снять квартиру. Девон предлагает Моргану кредит на оплату квартиры, но Морган вместо квартиры приобретает машину DeLorean 1981 года выпуска… |            |                                                                   |                      |                                 |                  |             |                     |
| 24 | 11         | «Чак против Санта Клауса» «Chuck Versus Santa Claus»              | Роберт Данкан МакНил | Скотт Розенбаум                 | 15 декабря 2008  | 3T7261      | 7,66                |
| Рождество проходит не так, как планировалось, когда преступник-дилетант, находящийся в бегах от полиции, врезается в «Купи больше» и берёт Чака, Элли, Девона и остальных покупателей магазина в заложники. Для того чтобы защитить прикрытие Чака и обезопасить других заложников, Сара и Кейси пытаются тайно проникнуть в магазин, чтобы вывести Чака, но миссия проваливается, когда Чак отказывается покидать своих друзей и семью. |            |                                                                   |                      |                                 |                  |             |                     |
| 25 | 12         | «Чак против 3D» «Chuck Versus the Third Dimension»                | Роберт Данкан МакНил | Крис Федак                      | 2 февраля 2009   | 3T7263      | 8,45                |
| Когда Чак становится свидетелем покушения на убийство рок-звезды Тайлера Мартина, Чак, Сара и Кейси должны узнать, кто хочет его смерти. Позже, Тайлер убеждает Чака, оставленного присматривать за ним, выйти в город, что приводит к огромным неприятностям. Между тем, Морган побеждает в конкурсе, где призом являются два билета за кулисы к Тайлеру Мартину. Он проводит конкурс среди своих коллег, включая старого футбольного друга Большого Майка Джимми, недавно вышедшего из тюрьмы. |            |                                                                   |                      |                                 |                  |             |                     |
| 26 | 13         | «Чак против Пригорода» «Chuck Versus the Suburbs»                 | Джей Чандрашекхар    | Фил Клеммер                     | 16 февраля 2009  | 3T7264      | 6,83                |
| Генерал Бэкман посылает Чака, Сару и Кейси в пригород Лос-Анджелеса на тайную миссию под прикрытием, где Чак и Сара будут выдавать себя за супружескую пару. Между тем, Большой Майк знакомится с женщиной на сайте знакомств, где его зарегистрировали Морган, Лестер и Джефф. К ужасу Моргана, этой женщиной оказывается его мать. После случайной загрузки части Интерсекта Фулкрама, Чак обнаруживает, что их соседями являются агенты Фулкрама. Команду захватывают агенты, и в качестве теста, они загружают свой Интерсект в мозг Чака. |            |                                                                   |                      |                                 |                  |             |                     |
| 27 | 14         | «Чак против Лучшего друга» «Chuck Versus the Best Friend»         | Питер Лоэр           | Эллисон Адлер                   | 23 февраля 2009  | 3T7262      | 6,59                |
| Когда у Чака случается вспышка на нового бой-френда Анны, Чаку приказано подружиться с Джейсоном, чтобы определить степень его связи с Триадами. После того, как Моргана поймали, когда он следил за Анной, Чак должен убедить Триад, что Морган не шпион, а просто неудачник, преследующий Анну. Морган, не зная, как близко он был к смерти, решает, что Чак его предал. |            |                                                                   |                      |                                 |                  |             |                     |
| 28 | 15         | «Чак против Качка» «Chuck Versus the Beefcake»                    | Патрик Норрис        | Мэттью Миллер и Скотт Розенбаум | 2 марта 2009     | 3T7265      | 6,65                |
| Команде приказано получить информацию о Фулкраме, скрытую в пряжке пояса, который находится в распоряжении Коула Баркера После его захвата выясняется, что Коул секретный агент MI-6. Хотя Чак расстался с Сарой, он ревнует её, отметив к ней интерес со стороны Коула. Чак, Коул и Сара попадаются Фулкраму, когда они пытаются использовать Коула, чтобы заманить агентов Фулкрама. Они находятся под угрозой пыток, прежде чем их спасает Кейси и тактическая команда. Между тем, нежелание Моргана жить со своей матерью, когда она встречается с Большим Майком, приводит Чака и Моргана к решению жить вместе. Однако, после того, как Коула снова захватил Фулкрам, Чак находится под 24-часовым наблюдением и вынужден переехать к Саре. |            |                                                                   |                      |                                 |                  |             |                     |
| 29 | 16         | «Чак против Смертельного оружия» «Chuck Versus the Lethal Weapon» | Алан Крокер          | Зев Бороу и Мэттью Лоу          | 9 марта 2009     | 3T7266      | 5,79                |
| Коул совершает побег после того, как пытали агенты Фулкрама и возвращается в убежище. Сара и Кейси выслеживают учёного под кодовым названием Персей, который является идейным вдохновителем Фулкрама, чтобы создать свой собственный Интерсект. Чак узнает, что человек под кодовым названием Орион является разработчиком Интерсекта и возглавлял весь проект Интерсект. Сара борется со своими чувствами к Коулу и Чаку, в конечном счёте выбирает Чака. Морган пытается поговорить с Анной по поводу своего решения переехать к Чаку, но потом решает, что жить с Анной это то, что он действительно хочет. |            |                                                                   |                      |                                 |                  |             |                     |
| 30 | 17         | «Чак против Хищника» «Chuck Versus the Predator»                  | Джеримайя С. Чечик   | Крис Федак                      | 23 марта 2009    | 3T7267      | 6,15                |
| Чак неохотно рассказывает Саре и Кейси, что он связался с Орионом, компьютерным гением, который может стереть Интерсект из головы Чака. Когда команда едет получить компьютер Ориона, который тот послал Чаку, они сталкиваются с агентом Фулкрама по имени Винсент. Однако компьютер Ориона доставлен в убежище успешно, и генерал Бэкман лично приезжает для контроля над операцией по поиску Ориона. Чак идёт на встречу с Орионом, но неожиданно Ориона хватают агенты Фулкрама и сажают его в вертолёт, который тут же взрывается. Тем временем, вспыхивает конфликт между «Купи больше» в Бербанке и «Купи больше» в Беверли-Хиллз. |            |                                                                   |                      |                                 |                  |             |                     |
| 31 | 18         | «Чак против Разбитого сердца» «Chuck Versus the Broken Heart»     | Кевин Брэй           | Эллисон Адлер                   | 30 марта 2009    | 3T7268      | 5,72                |
| Обеспокоенный тем, что Сара стала слишком близка с Чаком, генерал Бэкман посылает агента Алекс Форрест для оценки деятельности Сары и временного замещения её в качестве наставника Чака. Команда крадёт из больницы Девона ключ-карту для того, чтобы установить маячок в кардиостимулятор афганского террориста. Однако их план проваливается, когда личный врач террориста обнаруживает маячок и похищает Чака, думая, что он является его хирургом. Сара, после увольнения Бэкман, помогает Кейси и Форрест спасти Чака. Отмечая, что их близкие отношения могут быть полезными в работе, Бекман восстанавливает Сару как куратора Чака. |            |                                                                   |                      |                                 |                  |             |                     |
| 32 | 19         | «Чак против Работы своей мечты» «Chuck Versus the Dream Job»      | Роберт Данкан МакНил | Фил Клеммер и Кори Никерсон     | 6 апреля 2009    | 3T7269      | 6,09                |
| Отец Чака и Элли Стивен Бартовски возвращается домой, чтобы повидаться с Элли. Обнаружив, что Фулкрам планирует выпустить компьютерный вирус в новой операционной системе Тэда Роарка, Чак получает работу в компании Роарка, о которой он всегда мечтал. Тем не менее, он теряет работу после того как пытается остановить основателя Тэда Роарк приступить к запуску системы. Чак говорит Саре и Кейси, что у Роарка есть свой Интерсект, но они отказываются помочь ему найти её без доказательств. Чак идёт на миссию в одиночку и помогает своему отцу, который оказывается Орионом. Они пытаются использовать Интерсект Роарка чтобы стереть оригинальный Интерсект Чака, но попадают в ловушку и Стивена захватывает Фулкрам. |            |                                                                   |                      |                                 |                  |             |                     |
| 33 | 20         | «Чак против Первого убийства» «Chuck Versus the First Kill»       | Норман Бакли         | Скотт Розенбаум                 | 13 апреля 2009   | 3T7270      | 6,21                |
| Чак заручается поддержкой его экс-подруги Джилл Робертс, агента Фулкрама, чтобы найти своего отца. Джилл и Чак изображают жениха и невесту в доме её родителей, чтобы найти её дядю Берни из Фулкрама. Вместо того чтобы помогать им, Берни пытается убить их, но умирает от сердечного приступа, прежде чем успевает сделать это. Кейси называет этот инцидент первым убийством Чака. Чак выясняет, где держат его отца. Чак позволяет Джилл бежать после того, как она выполнила свою сделку. Сара не подчиняется приказу Генерала Бэкман по заключению Чака под стражу, но вместо этого идёт вместе с ним спасти его отца. Между тем в «Купи больше», Эмметт предаёт Моргана и использует его, чтобы получить звание менеджера магазина, в результате чего Большой Майк понижается в должности.                                                                                                |            |                                                                   |                      |                                 |                  |             |                     |
| 34 | 21         | «Чак против Полковника» «Chuck Versus the Colonel»                | Питер Лоэр           | Мэттью Миллер                   | 20 апреля 2009   | 3T7271      | 6,11                |
| Генерал Бэкман повышает Кейси до полковника и приказывает ему вернуть Чака и Сару. Кейси находит их в мотеле в Барстоу в Калифорнии, вблизи от объекта Фулкрама под кодовым названием Блэк-Рок, где он их и арестовывает, несмотря на вмешательство со стороны Фулкрама. Подозревая Кейси в причастности к исчезновению Чака, Девон врывается в его дом. Девон думает, что Кейси – преступник, но Чак раскрывает правду о своей жизни шпиона Девону. Сара и Чак возвращаются в Блэк-Рок, а затем приезжает и Кейси, который предлагает свою помощь… |            |                                                                   |                      |                                 |                  |             |                     |
| 35 | 22         | «Чак против Кольца: Часть первая» «Chuck Versus the Ring: Part I» | Роберт Данкан МакНил | Крис Федак и Эллисон Адлер      | 27 апреля 2009   | 3T7272      | 6,19                |
| Чак отказывается от предложения генерала Бэкман присоединиться к новой команде Интерсекта и завершает работу в «Купи больше» с Кейси. Появление Тэда Роарка на свадьбе Элли и Девона приводит к перестрелке и в конечном итоге его аресту. Однако церемония венчания сорвалась и Чак использует свой чек от правительства, чтобы оплатить свадьбу Элли на пляже, как она всегда хотела. Член специальной группы Кейси оказался предателем, как выясняется позже, членом организации под названием Кольцо. Он убивает Роарка и трех других морских пехотинцев. Когда Брюс попадает в засаду оперативников Кольца, Чаку, Саре и Кейси нужно спешить, чтобы спасти его. Когда Сара и Кейси ввязываются в перестрелку, Чак входит в комнату Интерсекта, где он находит смертельно-раненого Брайса Ларкина. Послушав предупреждения Брайса, Чак уничтожает Интерсект 2.0, но перед этим загружает его… |            |                                                                   |                      |                                 |                  |             |                     |

## Заметки
1. ↑  В конце сезона, в эпизоде «Чак против Полковника», Кейси был повышен до полковника.
2. ↑  Эпизод «Чак против 3D» в оригинале был показан в 3D, что перекликается с названием эпизода. Была использована технология ColorCode 3-D, как и в некоторых рекламных роликах в Супербоул XLIII.
3. ↑  Эпизод «Чак против Пригорода» должен был быть показан после эпизода «Чак против Лучшего друга». Изменения были сделаны из-за трансляции президентской речи Барака Обамы, и так как в «Пригороде» присутствует романтическая тема, серия была показана на неделе, на которую попал День Святого Валентина.